# Johan Franco Beijen II

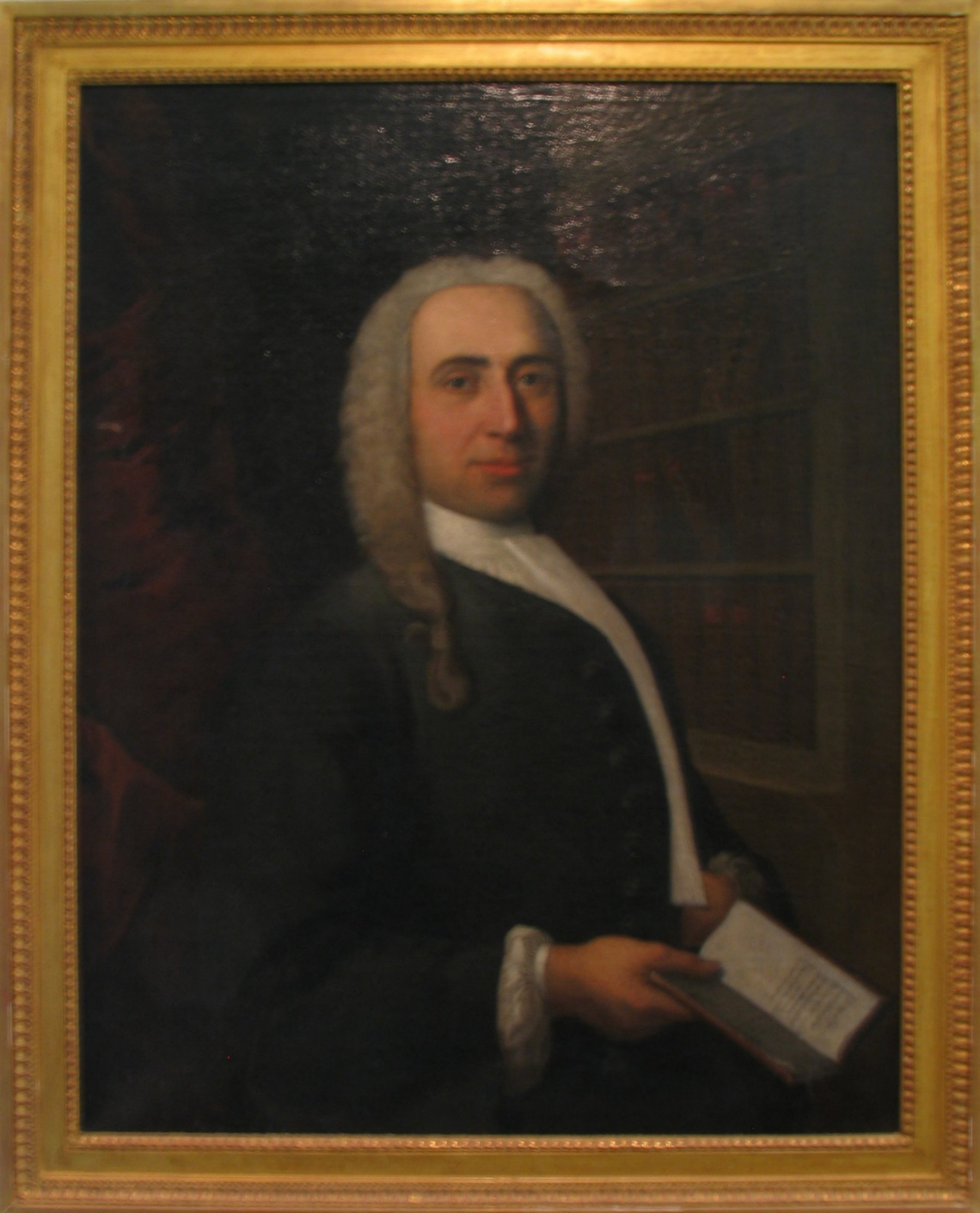
Portret van Johan Franco Beijen II door Augustijn Claterbos (1750-1828), gemaakt omstreeks 1778

Johan Franco Beijen II (IJsselstein, 26 oktober 1738 - IJsselstein, 31 maart 1789) was schepen en burgemeester van IJsselstein. Zijn naam werd ook wel als Beyen geschreven. In de grote politieke strijd aan het eind van de achttiende eeuw stond hij aan de kant van de oranjegezinden. Hij behoorde tot de IJsselsteinse familie Beijen.

## Levensloop
Johan Franco Beijen II was de enige volwassen geworden zoon van de IJsselsteinse schepen Johan Franco Beijen I en Arnolda Catharina van Esch. Toen hij veertien jaar was, overleed zijn vader. Hij ging later rechten studeren aan de universiteit van Utrecht. In 1763 promoveerde hij daar op een proefschrift over een strafrechtelijk onderwerp: De Restitutione gratiae (over het verlenen van gratie). 
In 1772 trouwde Johan Franco in IJsselstein met zijn nicht Elisabeth Charlotte Elikink, een dochter van een zuster van zijn moeder. Hij overleed in 1789 op 50-jarige leeftijd.

## Actief in het stadsbestuur
Johan Franco Beijen werd al spoedig na de afronding van zijn studie gevraagd voor het IJsselsteinse stadsbestuur: in 1764 werd hij tot schepen benoemd en enkele jaren later werd hij een van de twee burgemeesters van IJsselstein. De functies in het stadsbestuur wisselden van jaar tot jaar, maar Johan Franco was tot zijn dood vrijwel onafgebroken hetzij schepen, hetzij burgemeester van IJsselstein.
Aan het eind van de achttiende eeuw ontstond er overal in Nederland strijd tussen de patriotten en de oranjegezinden. Dat had na 1780 ook zijn weerslag op het stadsbestuur van IJsselstein. Johan Franco Beijen stond bekend als oranjegezind, maar de patriotten hadden een minstens zo grote aanhang. In 1785 wisten de patriotten gedaan te krijgen dat de plaatselijke schutterij, die 40 jaar eerder was opgeheven, weer in het leven werd geroepen. Er werden ook Hollandse patriotse soldaten in IJsselstein ingekwartierd. In 1787 veranderde de situatie in Nederland totaal toen Pruisische troepen de oranjepartij te hulp kwamen. Ook in IJsselstein hadden de oranjegezinden het toen weer voor het zeggen. Johan Franco Beijen, die ook in de tijd waarin de patriotten de overhand hadden zijn burgemeesterszetel had behouden, overleed twee jaar later. 

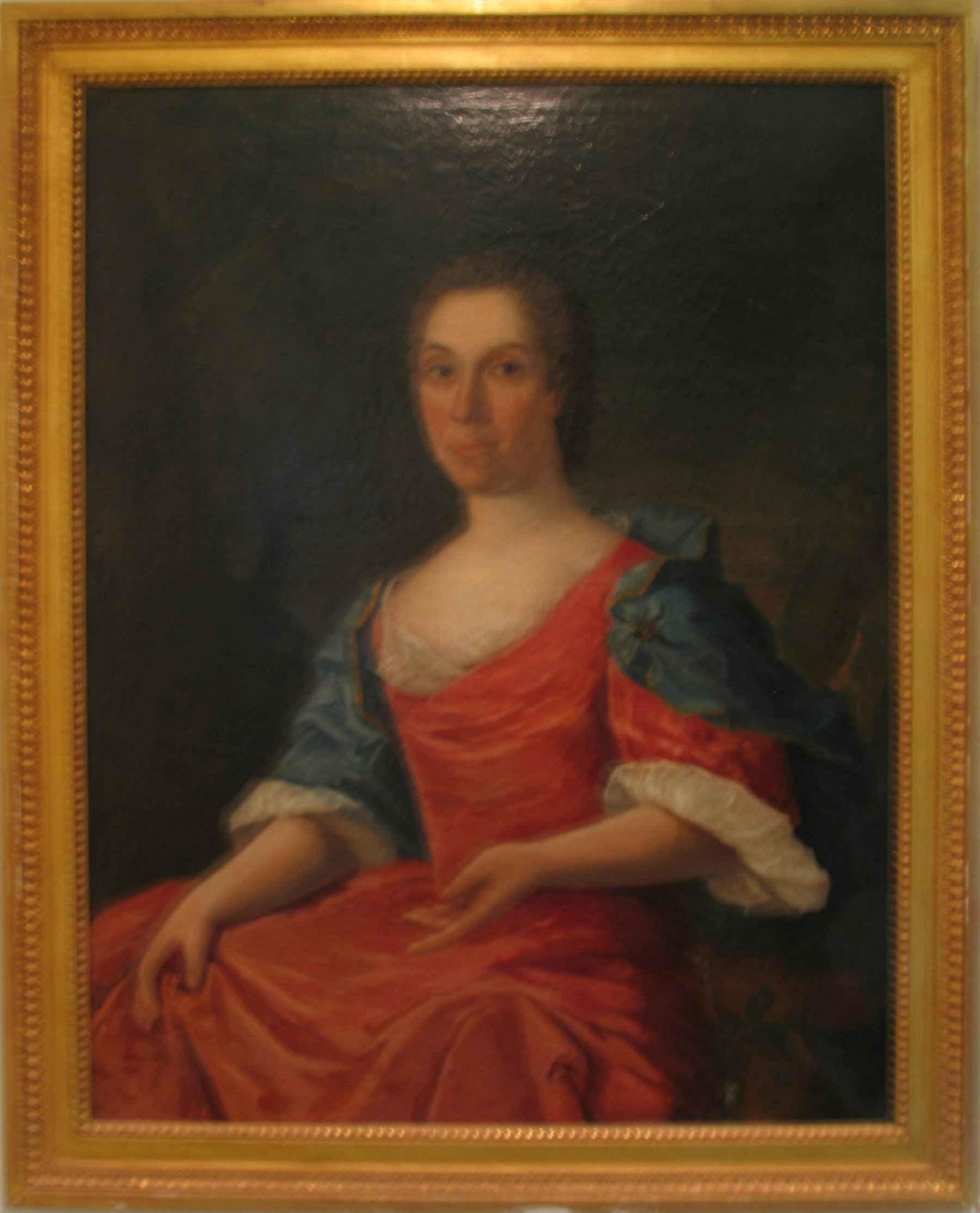
Portret van Elisabeth Charlotte Beijen-Elikink door Augustijn Claterbos (1750-1828), gemaakt omstreeks 1778

## Elisabeth Charlotte Elikink en haar gedichten
Elisabeth Charlotte Elikink (1740-1812), de vrouw van Johan Franco, schreef in navolging van haar vader, de predikant Bernardus Elikink, veel religieus geïnspireerde gedichten. De meeste van haar gedichten waren bestemd voor haar familieleden en vrienden, maar in enkele gevallen heeft zij waarschijnlijk een bredere lezerskring voor ogen gehad. Op de webpagina Johan Franco II en Elisabeth Charlotte Elikink (zie onderaan deze pagina) is bijvoorbeeld een gedicht afgedrukt dat zij schreef na de buskruitramp in Leiden in 1807.

## Nakomelingen
Johan Franco II en zijn vrouw kregen vier kinderen, van wie er drie volwassen werden. Alle latere leden van de tak Johan Franco van de IJsselsteinse familie Beijen stammen af van Johan Franco II en van zijn zoon Johan Franco Beijen III.